# Colinde, colinde!

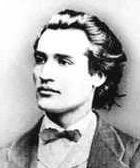
Міхай Емінеску

«Colinde, colinde!» (укр. Колядки, колядки) — єдина колядка (колінда), написана Міхаєм Емінеску.
Колядка записана Емінеску в блокноті на 343 сторінки, блокноті, подарованому Румунській академії (разом з іншими зошитами) Тіту Майореску в 1902 році. Опублікована під назвою «Colinde, colinde» в посмертному виданні 1902 року з передмовою Нерви Ходоша.